# Stammeinheit

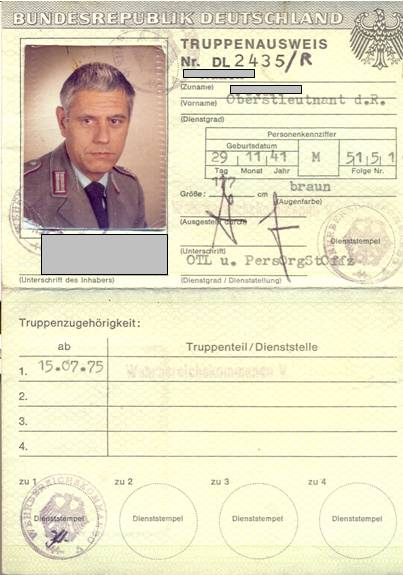
Stammeinheit dieses Offiziers ist das Wehrbereichskommando V

Die Stammeinheit ist derjenige Truppenteil bzw. allgemein die Dienststelle eines Soldaten, in dem der Soldat seinen Dienstposten ausfüllt. 
Die Stammeinheit entspricht also der „militärischen Heimat“ eines Soldaten. Im Truppenausweis ist die Stammeinheit im Abschnitt „Truppenzugehörigkeit“ vermerkt. Im Regelfall ist der Einheitsführer seiner Stammeinheit der unmittelbare  Disziplinarvorgesetzte des Soldaten. Für besondere Aufträge, zur Ausbildung, für den Einsatz etc. kann der Soldat (temporär) Teil eines anderen Truppenteils sein und dazu einem anderen Vorgesetzten fachlich, teils auch disziplinarrechtlich, unterstellt sein; seine Stammeinheit bleibt jedoch für diesen Zeitraum in der Regel unverändert. 
Rekruten werden häufig erst nach Abschluss ihrer Grundausbildung (GA) in denjenigen Truppenteil versetzt, in dem sie einen Dienstposten ausfüllen sollen und für den sie gegebenenfalls in einer Speziellen Grundausbildung (SGA) ausgebildet werden. Der Begriff Stammeinheit bezeichnet in diesem Zusammenhang in Abgrenzung zu seinem „AGA-Truppenteil“ in der Regel nur den Truppenteil zu dem der Rekrut versetzt wird. Auf den Ausbildungstruppenteil während der AGA erhält der Begriff in der Regel also keine Anwendung.